# Несказане (роман)
Несказане (англ. Everything I Never Told You by Celeste Ng) - дебютний роман Селесте Інґ, книга року за версією Amazon, NPR, ENTERTAINMENT WEEKLY, HUFFINGTON POST, BUZZFEED, GRANTLAND, BOOKLIST; бестселер New York Times. Вперше опублікована в 2014 році. 

## Огляд книги
Роман Селесте Інґ - це історія однієї американсько-китайської сім‘ї 1970-х років, їхніх втрачених надій та несказаних слів. Лідія - улюблена дитина Мерілін та Джеймса Лі, дівчинка, яка успадкувала блакитні очі матері та чорняве волосся батька. Батьки Лідії давно вирішили, що в майбутньому вона реалізує мрії, яких їм не вдалось досягти. В баченні Мерілін донька мала стати лікарем, а не хатньою робітницею; натомість Джеймс бачив доньку популярною в школі, з активною соціальною позицією, словом, душею компанії. Сама ж Лідія зростає під тиском і не бачить свого майбутнього в невеликому містечку Огіо. 
Коли її тіло знайшли неподалік міста в озері, Джеймс сповнюється провиною і відчаєм та виходить на безрозсудливий шлях, що ставить під питання майбутнє його шлюбу. Ланка, яка робила сім’ю єдиним цілим, зруйнована. Спустошена Мерілін готова мститися та знайти винуватця чого б це не вартувало. Старший брат дівчинки - Натан, - переконаний, що місцевий хуліган Джек причетний до трагедії. Однак, наймолодший член сім’ї - Ханна, знає більше, і, можливо, єдина кому відомо справжню причину нещастя Лідії.

## Нагороди
Роман був визнаний кращою книжкою року за версією Amazon Book у 2014 році, випередивши книги Стівена Кінга та Гіларі Ментел Роман також отримав винагороду Massachusetts Book (2015), Американської бібліотечної асоціації та декілька інших престижних премій.
Книга перекладена більше, ніж на 20 мов.

## Екранізація
На початку 2018 року було проголошено, що права на екранізацію роману були викуплені LD Entertainment. Продюсером стрічки має стати Майкл Делуча, а сценарій має підготувати Джулі Кокс.

## Переклад українською
- Інґ, Селесте. Несказане / пер. Анастасія Дудченко. К.: Наш Формат, 2016. —  248 с. — ISBN 978-617-7279-87-6